# Maison de Salignac
Pour les articles homonymes, voir Salignac.
La Maison de Salignac est une famille d'extraction féodale originaire du Périgord, éteinte depuis 1852. 
Elle compte six évêques de Sarlat et deux archevêques, dont le célèbre Fénelon.

## Histoire
La Maison de Salignac est originaire de Salignac-Eyvigues où elle bâtit le château de Salignac à la fin du Xe siècle.
Elle pourrait être issue de la maison de Comborn fondée en 910 par Archambaud Ier.

## Liens entre les membres notoires
- Manfroy (1285 - 1324) et Helis d'Estaing
  - Jean, sgr de Salignac
    - Raymond, sgr de Salignac
      - Jean, sgr de Salignac
        - Hélie, sgr de La Mothe-Fénelon
          - Armand, sgr de La Mothe-Fénelon
            - Jean, sgr de La Mothe-Fénelon
              - François, sgr de La Mothe-Fénelon
                - Pons, marquis de La Mothe-Fénelon
                  - François, marquis
                    - François, marquis
                      - Gabriel-Jacques, marquis
                        -  Léon (1734-1787), évêque de Lombez

                      -  François-Barthélemy (1691-1741), évêque de Pamiers

                  -  François, Archevêque de Cambrai

                -  François (1607-1688), évêque de Sarlat

          - Odet, sgr de Grolejac
            - Armand, sgr de Grolejac
              - Barthélémy, sgr de La Poncie
                - François, sgr de La Poncie
                  - Jean, sgr de La Poncie
                    - Arnaud, sgr de La Poncie
                      - Jean-Baptiste (1714-1794), aumonier de la reine

              -  Louis II,  29e évêque de Sarlat

            -  Louis, 28e évêque de Sarlat

          -  François de Salignac (-1580), évêque de Sarlat
          - Bertrand (1523-1599), Vicomte

      -  Pons, évêque de Sarlat

  -  Hélie, évêque de Sarlat puis archevêque de Bordeaux

## Héraldique
La Maison de Salignac porte D'or à trois bandes de sinople.

## Titres
L'ainé de la maison de Salignac fut Seigneur de Salignac de 980 à 1502, puis seigneur de la Mothe-Fénélon et prit au XVIIIe siècle le titre de Marquis de la Mothe-Fénélon qui s'éteignit en même temps que cette maison, en 1852.